# Kalenderi
Kalenderi är ett samhälle i Bosnien och Hercegovina.   Det ligger i entiteten Republika Srpska, i den nordvästra delen av landet, 200 km nordväst om huvudstaden Sarajevo. Kalenderi ligger 318 meter över havet och antalet invånare är 128.
Terrängen runt Kalenderi är kuperad åt nordväst, men åt sydost är den platt. Kalenderi ligger uppe på en höjd.Närmaste större samhälle är Bosanska Dubica, 18,5 km öster om Kalenderi. 
Omgivningarna runt Kalenderi är en mosaik av jordbruksmark och naturlig växtlighet. Runt Kalenderi är det ganska tätbefolkat, med 67 invånare per kvadratkilometer.